# Національна галерея Ісландії
Націона́льна галере́я Ісла́ндії (ісл. Listasafn Íslands) розташована в Рейк'явіку й містить колекцію ісландського мистецтва. Заснована в 1884 році. У галереї зберігають роботи відомих ісландських митців та ті, що виражають традиційну ісландську культуру.

## Виставки
Національна галерея Ісландії проводить ротаційні виставки, які відображають її колекцію або демонструють роботи окремих художників, як ісландських, так і зарубіжних. Різноманітні твори з колекції Національної галереї представлені на першому етапі виставки «Міленіум» у Будинку культури.
У будівлі Національної галереї за адресою Fríkirkjuvegur 7 на трьох поверхах розташовано кілька виставкових залів, мистецький магазин і кафе.
Офіси Національної галереї розташовані на Laufásvegur 12, поруч з виставковими залами. У цій же будівлі знаходиться реставраційна лабораторія та спеціалізована бібліотека з архівами, документацією та фотографіями.
Бібліотека Національної галереї - це науково-дослідна бібліотека, яка робить акцент на збереженні та поширенні матеріалів, пов'язаних з ісландським мистецтвом.